# منشأ أبهري شاذ للشريان التاجي
منشأ الابهري الشاذ للشريان التاجي (اختصارً AAOCA) هو عيب خلقي نادر في القلب، حيث الشريان التاجي بشكل غير ملائم ينشا من الأبهر، عادة من الجيب غير الصحيح لل فالسالفا(مشرح ايطالي). ضمن عضلة القلب، أو مجرى داخل الجدار (ضمن الجدار الابهري), هذا الشريان التاجي غالبا يأخذ موقع ما بين الأذينين (ما بين الأبهر والشريان الرئوي، داخل المخروط ويرتبط بالخطر المتزايد  للموت المفاجئ لدى الأطفال.
المنشأ الأبهري الشاذ للشريان التاجي (AAOCA): هو عيب ولادي نادر  في القلب  حيث يحدث عندما الشريان التاجي ينشأ من الموقع الخاطئ على الوعاء الدموي الرئيسي، الأبهر. الأطفال والفتيان البالغين بهذه العيوب يمكن أن يموتوا فجأة. خاصة من خلال أو فقط بعد التمرين. في الحقيقة، هو ثاني سبب قيادي (اتجاهي) للموت القلبي المفاجئ لدى الأطفال والمراهقين في الولايات المتحدة بعد اعتلال عضلة القلب المضخم.الانتشار يقارب من 0.1% إلى 0.3% من عامة السكان.لا يعرف على وجه اليقين الخطر الحقيقي للموت المفاجئ ولا أفضل طريقة لعلاج هؤلاء المرضى. بسبب خطر الموت المفاجئ، الأطباء واجهوا الضغط «لفعل شيء ما» لكن في غياب بيانات متابعة طويلة الامد، فان مخاطر وفوائد خيارات الإدارة المختلفة غير مؤكدة.
التدخل الجراحي هو مؤشر على شذوذ الشريان التاجي في المرضى المصاحبين بأعراض (جزئيا مع منشأ الشريان التاجي الايسر  من الجيوب اليمنى),مثل اؤلئك الذين يعانون من عدم انتظام ضربات القلب البطيني الخطير أو من نقص تروية عضلة القلب الموثق. لا يوجد هناك دراسات محكمة تملك تقييم  لنتائج التدخل في الافراد عديمي الاعراض.  